# Glossogobius giuris
Glossogobius giuris es una especie de peces de la familia de los Gobiidae en el orden de los Perciformes.

## Morfología

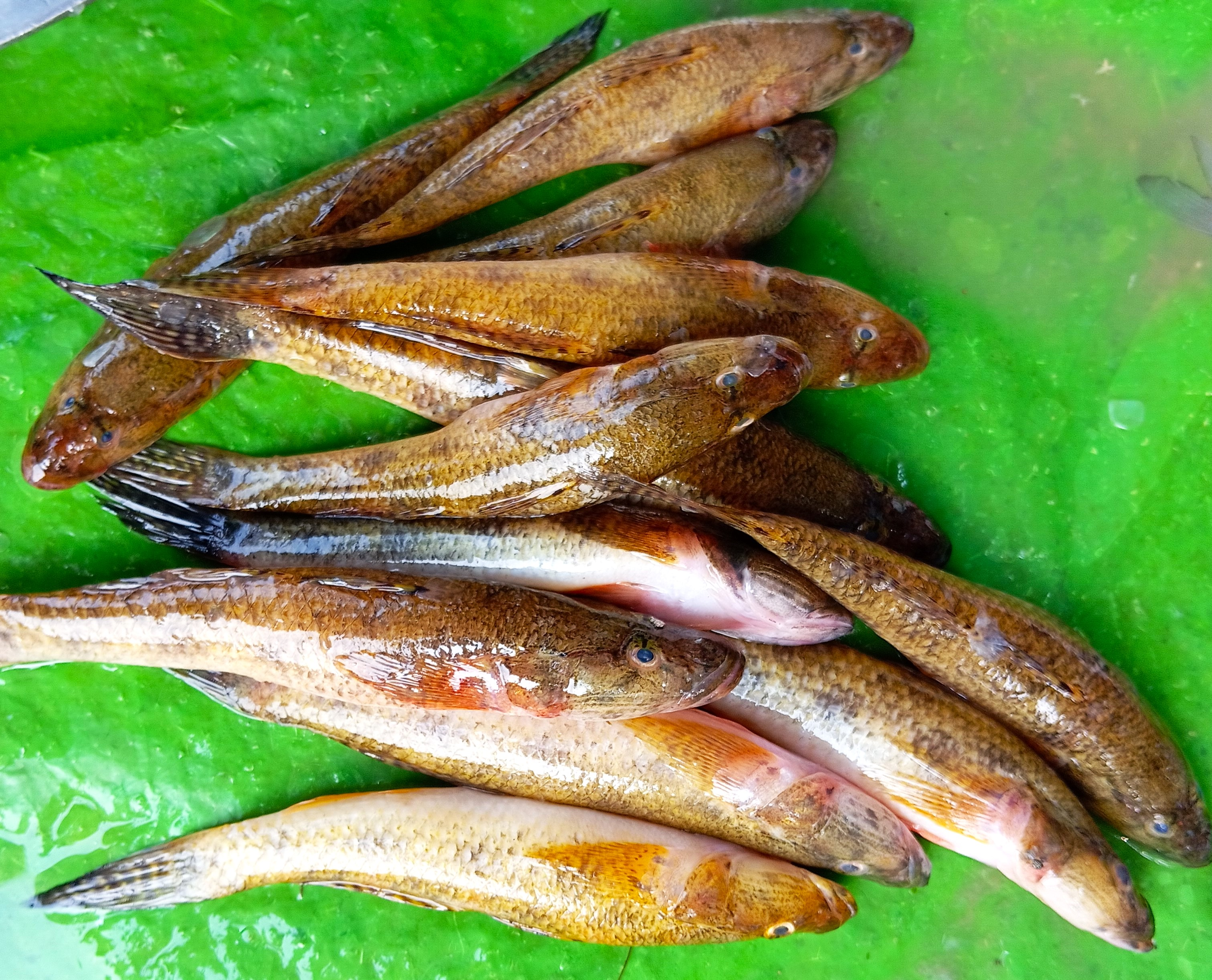
Glossogobius giuris, West Bengal, India

Los machos pueden llegar a alcanzar los 50 cm de longitud total.

## Distribución geográfica
Se encuentra en el Mar Rojo, este de África y la mayor parte de las aguas dulces a lo largo del océano Índico y Pacífico occidental. Frecuente en aguas costeras y estuarios de África Austral, Madagascar hasta la India y sur de China y Oceanía.